# Music Row (album av Jill Johnson)
Music Row är ett coveralbum av Jill Johnson, inspelat i Nashville och släppt 28 november 2007 . Albumet sålde guld i Sverige .

## Låtlista
1. Rhythm Guitar - 3:20
2. Jolene - 3:30
3. Why'd You Come in Here Looking Like That (duett med Nina Persson) - 2:41
4. Angel of the Morning - 3:56
5. Papa Come Quick - 3:09
6. Mama He's Crazy - 3:21
7. Tumbling Dice (duett med Kim Carnes) - 3:37
8. You're No Good - 3:43
9. Why Not Me - 4:04
10. Life in the Fast Lane - 4:37
11. You Don't Have to Say You Love Me (Io che non vivo senza te) - 4:14
12. Need Your Love so Bad - 4:31
13. To Know Him Is to Love Him (duett med Lisa Miskovsky) - 3:56
14. Angel from Montgomery - 6:07

## Listplaceringar
| Lista (2007–2008) | Topplacering |
| ----------------- | ------------ |
| Sverige           | 3 .          |

## Medverkande
- Jill Johnson - sång
- Scott Baggett - gitarr, mellotron, synt, orgel, slagverk, producent
- Pat Buchanan - gitarr
- Tom Bukovac - gitarr, piano
- Mike Brignardello - bas
- Russ Pahl - gitarr, dobro
- Greg Morrow - trummor, slagverk

### Fotnoter
1. 1 2  ”Jill Johnsons diskografi - Music Row”. Jilljohnson.se. 28 november 2007. Arkiverad från originalet den 13 augusti 2010. https://web.archive.org/web/20100813005230/http://www.jilljohnson.se/detalj.php?id=47. Läst 11 juli 2011.
2. ↑  ”Jill Johnson 13 december 2007 - Nyheter”. Jilljohnson.se. Arkiverad från originalet den 19 juli 2012. https://web.archive.org/web/20120719040651/http://www.jilljohnson.se/news.php. Läst 11 juli 2011.
3. ↑  Steffen Hung. ”Listplacering”. Swedishcharts.com. http://swedishcharts.com/showitem.asp?key=77234&cat=a. Läst 11 juli 2011.